# Nectocaecilia petersii
La cecilia de Peters (Nectocaecilia petersii) es una especie de anfibio gimnofión de la familia Typhlonectidae. Es la única especie del género Nectocaecilia.
Habita en el Cerro Yapacana, de la Guayana Venezolana, en el estado de Amazonas (Venezuela). Se halla a una altitud de unos 100 m s. n. m. Tal vez habite también en Colombia y en el Brasil.
Sus hábitats naturales incluyen bosques secos tropicales y ríos.
Constituye una amenaza para esta cecilia la pérdida de su hábitat natural.